# Сергеевка (Кемеровская область)
Сергеевка — деревня в Яйском районе Кемеровской области России. Входит в состав Марьевского сельского поселения.

## География
Деревня находится в северной части области, на левом берегу реки Яя, вблизи места впадения в неё реки Киргизка, на расстоянии примерно 16 километров (по прямой) к северо-северо-западу (NNW) от районного центра посёлка городского типа Яя. Абсолютная высота — 134 метра над уровнем моря.
Часовой пояс
Деревня Сергеевка, как и вся Кемеровская область, находится в часовой зоне МСК+4. Смещение применяемого времени относительно UTC составляет +7:00.

## История
Деревня была основана в 1853 году. В «Списке населенных мест Российской империи» 1868 года издания населённый пункт упомянут как казённое село Сергеевское (Ломовское) Томского округа (3-го участка) при реке Яе, расположенное в 107 верстах от окружного центра Томска. В селе имелось 48 дворов и проживало 399 человек (189 мужчин и 210 женщин). Функционировала православная церковь.
В 1911 году в селе Сергиевском, входившем в состав Судженской волости Томского уезда, имелось 150 дворов и проживало 836 человек (416 мужчин и 420 женщин). Функционировали церковь, сельское училище Министерства внутренних дел и казённая винная лавка.
По данным 1926 года имелось 212 хозяйств и проживало 1116 человек (в основном — русские). Функционировали школа I ступени, изба-читальня и лавка общества потребителей. В административном отношении село являлось центром и единственным населённым пунктом Сергеевского сельсовета Судженского района Томского округа Сибирского края.

## Население
| 2010 |
| ---- |
| 323  |

Половой состав
По данным Всероссийской переписи населения 2010 года в гендерной структуре населения мужчины составляли 47,4 %, женщины — соответственно 52,6 %.
Национальный состав
Согласно результатам переписи 2002 года, в национальной структуре населения русские составляли 99 % из 357 чел.

## Улицы
Уличная сеть деревни состоит из пяти улиц.